# توماس إيسنر
توماس إيسنر (بالإنجليزية: Thomas Eisner)‏ هو عالم في مجال علم الحشرات ولد في 1929 في برلين، حائز على جائزة قلادة العلوم الوطنية الأمريكية (1994).

## وصلات خارجية
- الموقع الرسمي لجائزة قلادة العلوم الوطنية الأمريكية